# Aeroportul Santa Rosa de Copán
Aeroportul Santa Rosa de Copán (IATA: SDH, ICAO: MHSR) este un aeroport din Copán, Honduras ce deservește zona Santa Rosa de Copán⁠(d). A fost numit după zona deservită.
Situat la o altitudine de 1.086 m, aeroportul dispune de o singură pistă.